# Phantastischer Lichter Weihnachtsmarkt

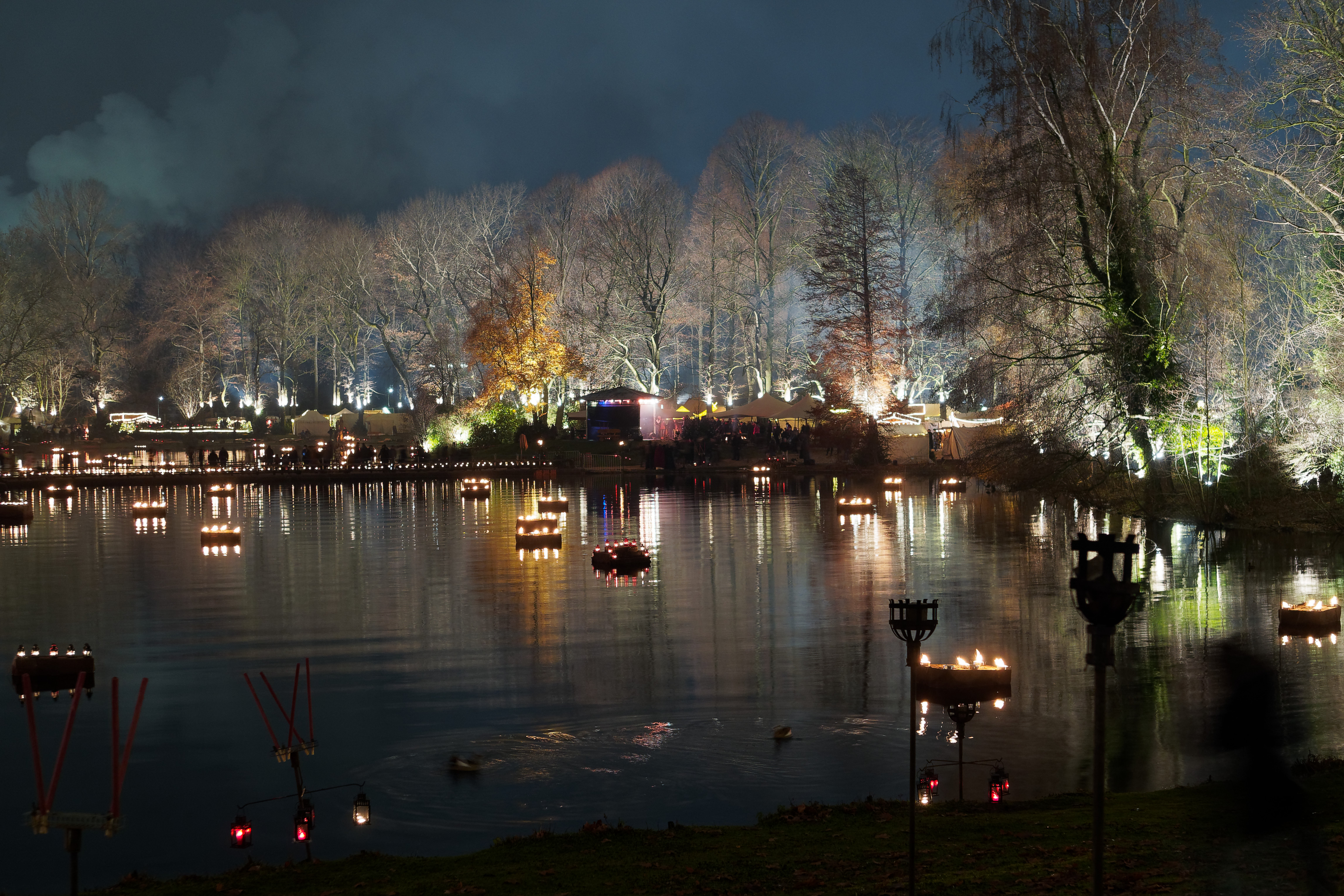
Phantastischer Lichter Weihnachtsmarkt im Fredenbaumpark (2017)

Der Phantastische Lichter Weihnachtsmarkt (PLWM) in Dortmund ist ein jährlich ausgerichteter Mittelalterweihnachtsmarkt und ein Ableger des Mittelalterfestivals Mittelalterlich Phantasie Spectaculum.

## Geschichte
Erstmalig ausgerichtet wurde die Veranstaltung im Dortmunder Fredenbaumpark donnerstags bis sonntags an den sechs Wochenenden vom 26. November 2015 bis 3. Januar 2016. Ausnahmen waren der 24. und 25. Dezember. Außer Buden mit Handwerkskunst und Lebensmitteln sowie Unterhaltungselementen wie etwa Feuershow, Kindertheater und Gaukler gehörten Bandauftritte auf der sogenannten „Weihnachtsbühne“ zum Konzept. Jeweils am Freitag und Samstag sowie am Donnerstag, den 31. Dezember (Silvester), war der Eintritt  kostenpflichtig. An den sechs Wochenenden traten diverse Künstler auf, darunter Rapalje, Die Streuner und Dunkelschön (erstes Wochenende), Qntal, Vogelfrey, Versengold und Tibetréa (zweites Wochenende), Ye Banished Privateers, Mr. Hurley & die Pulveraffen, Versengold, Vroudenspil, Galahad und Reliquiae (drittes Wochenende), Nachtgeschrei, Saor Patrol, Saltatio Mortis (viertes Wochenende), Cesair, Elfenthal und Faey (fünftes Wochenende) sowie Corvus Corax (ausschließlich an Silvester), Omnia, Knasterbart, The Sandsacks und Elmsfeuer (sechstes Wochenende). Am Ende der Premierenveranstaltung wurden etwa 120.000 Besucher gezählt.
Ende 2017 fand die dritte Auflage statt, 2019 die fünfte.
Die Rahmenbedingungen der COVID-19-Pandemie in Deutschland führten dazu, dass die Veranstaltungen 2020 und 2021 abgesagt wurden.